# Hypocysta tenuisquamosa
Hypocysta tenuisquamosa is een vlinder uit de onderfamilie Satyrinae van de familie Nymphalidae. De wetenschappelijke naam van de soort is voor het eerst geldig gepubliceerd in 1922 door James John Joicey & George Talbot.